# (2208) Pushkin
(2208) Pushkin (1977 QL3) – planetoida z pasa głównego asteroid okrążająca Słońce w ciągu 6,53 lat w średniej odległości 3,49 au. Odkryta 22 sierpnia 1977 roku.